# Kai Koreniuk
Kai Koreniuk (Ormond Beach, 1 maart 1998) is een Amerikaans-Nederlands voetballer die als linksbuiten speelt.

## Carrière
Kai Koreniuk speelde in de jeugd van Orlando City SC en SBV Vitesse, waar hij in het seizoen 2016/17 met Jong Vitesse in de Tweede divisie speelde. In 2017 vertrok hij transfervrij naar Jong AZ, waar hij in het betaald voetbal debuteerde. Zij debuut in de Eerste divisie vond plaats op 25 augustus 2017, in de met 2-1 gewonnen thuiswedstrijd tegen RKC Waalwijk. Hij kwam in de 81e minuut in het veld voor Ferdy Druijf. Op 7 maart 2019 werd Koreniuk gepresenteerd door LA Galaxy waar hij in het tweede team terecht komt dat uitkomt in de USL Championship. Hij debuteerde in juli 2019 voor het eerste team in een bekerwedstrijd maar speelde het gehele seizoen voor het tweede team. Hij scoorde 11 doelpunten in 31 competitiewedstrijden en werd uitgeroepen tot 'LA Galaxy II Player of the Year'. Op 25 juni 2020 werd hij definitief toegevoegd aan de selectie van het eerste team van LA Galaxy dat uitkomt in de Major League Soccer (MLS). Hij kwam in 2020 tot vier korte invalbeurten in de MLS. In de thuiswedstrijd tegen Vancouver Whitecaps FC maakte hij in de laatste minuut het enige doelpunt. Na het seizoen 2021 liep zijn contract af. Op 6 april 2023 werd hij voor 25 dagen vastgelegd door San Antonio FC uitkomend in de USL Championship. Dit leidde niet tot een vervolg. Hij keerde terug naar Nederland en ging voor Blauw Geel '38 in de Derde divisie spelen.

### Statistieken

#### Beloften
| Seizoen                       | Club            | Land             | Competitie       | Competitie | Competitie | Beker | Beker | Overig | Overig | Totaal | Totaal |
| Seizoen                       | Club            | Land             | Competitie       | Wed.       | Dlp.       | Wed.  | Dlp.  | Wed.   | Dlp.   | Wed.   | Dlp.   |
| ----------------------------- | --------------- | ---------------- | ---------------- | ---------- | ---------- | ----- | ----- | ------ | ------ | ------ | ------ |
| 2016/17                       | Jong Vitesse    | Nederland        | Tweede divisie   | 19         | 10         | –     | –     | –      | –      | 19     | 10     |
| 2017/18                       | Jong AZ         | Nederland        | Eerste divisie   | 22         | 2          | –     | –     | –      | –      | 22     | 2      |
| 2018/19                       | Jong AZ         | Nederland        | Eerste divisie   | 11         | 0          | –     | –     | –      | –      | 11     | 0      |
| 2019                          | LA Galaxy II    | Verenigde Staten | USL Championship | 29         | 9          | –     | –     | 1      | 0      | 30     | 9      |
| 2020                          | LA Galaxy II    | Verenigde Staten | USL Championship | 1          | 2          | –     | –     | 0      | 0      | 1      | 2      |
| 2021                          | LA Galaxy II    | Verenigde Staten | USL Championship | 10         | 3          | –     | –     | –      | –      | 10     | 3      |
| Totaal beloften               | Totaal beloften | Totaal beloften  | Totaal beloften  | 92         | 26         | 0     | 0     | 1      | 0      | 93     | 26     |
| Bijgewerkt op 4 februari 2022 |                 |                  |                  |            |            |       |       |        |        |        |        |

#### Senioren
| Seizoen                  | Club               | Land             | Competitie          | Competitie | Competitie | Beker | Beker | Overig | Overig | Totaal | Totaal |
| Seizoen                  | Club               | Land             | Competitie          | Wed.       | Dlp.       | Wed.  | Dlp.  | Wed.   | Dlp.   | Wed.   | Dlp.   |
| ------------------------ | ------------------ | ---------------- | ------------------- | ---------- | ---------- | ----- | ----- | ------ | ------ | ------ | ------ |
| 2019                     | Los Angeles Galaxy | Verenigde Staten | Major League Soccer | 0          | 0          | 0     | 0     | 1      | 0      | 1      | 0      |
| 2020                     | Los Angeles Galaxy | Verenigde Staten | Major League Soccer | 4          | 1          | 0     | 0     | 0      | 0      | 4      | 1      |
| 2023                     | San Antonio FC     | Verenigde Staten | USL Championship    | 1          | 0          | 1     | 0     | 0      | 0      | 2      | 0      |
| Carrièretotaal           | Carrièretotaal     | Carrièretotaal   | Carrièretotaal      | 97         | 27         | 1     | 0     | 2      | 0      | 100    | 27     |
| Bijgewerkt op 5 mei 2023 |                    |                  |                     |            |            |       |       |        |        |        |        |